# ラシダ・ジョーンズ
ラシダ・リー・ジョーンズ（Rashida Leah Jones, 1976年2月25日 - ）は、アメリカ合衆国の女優。

## 来歴

### 生い立ち
カリフォルニア州ロサンゼルス出身。父親はミュージシャンのクインシー・ジョーンズ、母親は女優のペギー・リプトン。姉のキダダ・ジョーンズは女優でウォルトディズニー社のデザイナー。父方からアフリカ系アメリカ人とウェールズ系の、母方からリトアニア及びロシア系ユダヤ人の血を引く。
中学高校はロサンゼルス郡北部のサンフェルナンド・バレーにある進学校バックレースクールに通い、学校から全国優等生番付（ナショナル・オナー・ソサエティー（英語））に推薦され同級生から「もっとも出世しそうな同級生」に選ばれている。在学中に演劇指導をティム・ヒルマンに受けた。14歳のときに両親が離婚すると姉は父の元へ、ラシダは母と家を出てサンタモニカのブレントウッドへ移った。
ハーバード大学に進むと、学生寮キャリアハウス（英語）とエリオットハウス（英語）で暮らした。
ジョーンズは大学入学当時は法曹界を目指していたものの、O・J・シンプソン事件の裁判に失望し、専攻を比較宗教学と哲学に変えた経緯がある。

### 学生演劇と社会活動
クラブ活動は学内の劇場「American Repertory Theater」（A.R.T.）で活動するハーバード・ラドクリフ演劇クラブ（英語）とGilbert + Sullivan Playersで演劇のけいこをしており、脚本作りを学んだ文芸クラブ「シグネット・ソサエティー」（英語版）で監査役を務め、ヘイスティ・プディング・シアトリカルズ（ヘイズティーズ）では「年間女性賞」実行委員会に加わったのち、アカペラグループの「ハーバード・ラドクリフ・オポチューンズ」の音楽監督でもあったことから、卒業の前年（1996年）の149回ヘイスティーズ定期公演で共同音楽監督の任を果たしている。
ジョーンズは幼いころから自分のルックスが「黒人らしくない」ことに悩んでおり、大学2年のときに芝居で黒人役を演じたときは癒されたという。
学業と演劇・作曲のかたわら、後年のフィランソロピストの基礎となる社会活動にも関心を持ち、黒人学生連盟や少数民族学生同盟で活躍しPRISMに加わり、学生編集長として学報「The Harvard Crimson」の取材と執筆や編集にも当たっている。
1997年にハーバード大学を卒業、同じ年に俳優としてデビューを果たすことになる。

### キャリア
1997年にテレビミニシリーズ『The Last Don』で女優デビュー（マリオ・プーゾ脚本）。2000年放送のテレビシリーズ『ボストン・パブリック』の女性秘書ルイーザ・フェン役で注目を集め、2002年まで26話に出演しNAACPイメージ・アワードのテレビ助演女優賞にノミネートされた。テレビシリーズや映画に出演している。
ミュージシャンやモデルとしても活躍している。

### 私生活
過去には俳優のトビー・マグワイア、セス・マイヤーズ、ジョン・クラシンスキーとの交際や、音楽プロデューサーのマーク・ロンソンと婚約したこともある。2018年には恋人であるミュージシャンのエズラ・クーニグとの間に第一子となる男児を授かった。
女優のジェシカ・アルバ、クレア・デインズ、ナタリー・ポートマン、俳優のレオナルド・ディカプリオと親しい間柄。また、ニコール・リッチーやファッションデザイナーのステラ・マッカートニーとは家族ぐるみの付き合いである。

## 主な出演作品

### 映画
| 公開年 | 邦題 原題                                                                 | 役名                                 | 備考                                        | 吹替           |
| ------ | ------------------------------------------------------------------------- | ------------------------------------ | ------------------------------------------- | -------------- |
| 2000   | ウーマン ラブ ウーマン If These Walls Could Talk 2                        | フェミニスト                         | テレビ映画                                  | TBA            |
| 2003   | デス・オブ・ア・ダイナスティ/HIP HOPは死なないぜ! Death of a Dynasty      | Layna Hudson                         |                                             | （吹替版なし） |
| 2004   | カレの嘘と彼女のヒミツ Little Black Book                                  | レイチェル                           |                                             | TBA            |
| 2007   | 幸せになるための10のバイブル The Ten                                      | レベッカ                             |                                             | TBA            |
| 2009   | 40男のバージンロード I Love You, Man                                      | ゾーイ・ライス                       |                                             | 小林沙苗       |
| 2010   | コップ・アウト 〜刑事した奴ら〜 Cop Out                                   | デビー                               |                                             | TBA            |
| 2010   | ソーシャル・ネットワーク The Social Network                               | マリリン・デルピー                   |                                             | 甲斐田裕子     |
| 2011   | 我が家のおバカで愛しいアニキ Our Idiot Brother                            | シンディ                             |                                             | （吹替版なし） |
| 2011   | ステイ・フレンズ Friends with Benefits                                    | マディソン                           | クレジットなし                              | TBA            |
| 2011   | ビッグ・ボーイズ しあわせの鳥を探して The Big Year                        | エリー                               |                                             | 冠野智美       |
| 2011   | ザ・マペッツ The Muppets                                                  | ヴェロニカ                           |                                             | 園崎未恵       |
| 2012   | セレステ∞ジェシー Celeste and Jesse Forever                               | セレステ                             | 脚本・出演                                  | 甲斐田裕子     |
| 2014   | カムバック! Cuban Fury                                                    | ジュリア                             |                                             | 朴璐美         |
| 2015   | インサイド・ヘッド Inside Out                                             | おしゃれ女子の感情たち、ママのビビリ | 声の出演                                    | 野一祐子       |
| 2015   | ビル・マーレイ・クリスマス A Very Murray Christmas                        | 花嫁                                 | Netflixオリジナル映画                       | （吹替版なし） |
| 2018   | ホンモノの気持ち Zoe                                                      | エマ                                 | 地域によりAmazon あるいは Netflixにより配信 | 松岡依都美     |
| 2018   | TAG タグ Tag                                                              | シェリル・ディーキンス               |                                             | 吹替版なし     |
| 2018   | クインシー Quincy                                                         | 本人役                               | ドキュメンタリー映画 共同監督・脚本         | 吹替版なし     |
| 2018   | グリンチ The Grinch                                                       | ドナ                                 | 声の出演                                    | 杏             |
| 2018   | ホワイト・ファング ～アラスカの白い牙～ White Fang                        | マギー・スコット                     | Netflixオリジナル映画 声の出演              | 三石琴乃       |
| 2019   | ニューヨーク あなたの音を探して The Sound of Silence                      | エレン・チェイスン                   |                                             | （吹替版なし） |
| 2019   | トイ・ストーリー4 Toy Story 4                                             | N/A                                  | 共同脚本                                    | N/A            |
| 2019   | ビトウィーン・トゥ・ファーンズ: ザ・ムービー Between Two Ferns: The Movie | 本人役                               |                                             | 甲斐田裕子     |
| 2019   | クロース Klaus                                                            | アルバ                               | 声の出演                                    | 中村千絵       |
| 2019   | スパイ in デンジャー Spies in Disguise                                    | マーシー・カペル                     | 声の出演                                    | 佐古真弓       |
| 2020   | オン・ザ・ロック On the Rocks                                             | ローラ                               | Apple TV+オリジナル映画                     | 内海祐紀       |

### テレビシリーズ
| 放映年    | 邦題 原題                            | 役名                   | 備考                                                       | 吹替           |
| --------- | ------------------------------------ | ---------------------- | ---------------------------------------------------------- | -------------- |
| 2000      | フリークス学園 Freaks and Geeks      | カレン                 | 1エピソード                                                | TBA            |
| 2000-2002 | ボストン・パブリック Boston Public   | ルイーザ・フェン       | 26エピソード                                               | （吹替版なし） |
| 2005      | Wanted                               | カーラ・マーセド刑事   | 13エピソード                                               | N/A            |
| 2006-2011 | ザ・オフィス The Office              | カレン                 | 26エピソード                                               | （吹替版なし） |
| 2009-2015 | Parks and Recreation                 | アン・パーキンス       | 106エピソード                                              | N/A            |
| 2016-2017 | Angie Tribeca                        | アンジー・トライベッカ | 30エピソード                                               | N/A            |
| 2020      | #blackAF                             | ジョヤ・バリス         | メインキャスト                                             | （吹替版なし） |
| 2021      | アニマル -自然界の実力者たち- Animal | 本人 / ナレーター      | Netflixオリジナルシリーズ 第1シーズン第1話「大型ネコ科」   | 甲斐田裕子     |
| 2023      | サイロ Silo                          | アリソン・ベッカー     | メインキャスト Apple TV+オリジナルドラマ                   | うえだ星子     |
| 2024      | サニー Sunny                         | スージー               | メインキャスト Apple TV+オリジナルドラマ                   | 朴璐美         |
| 2025      | ブラック・ミラー Blrack Mirror       | アマンダ               | Netflixオリジナルシリーズ 第７シーズン第１話『普通の人々』 | 園崎未恵       |